# Juan Forlín
Juan Daniel Forlín (Santa Fé, 1 de Outubro de 1988) é um futebolista argentino, que atua como lateral-esquerdo. Atualmente joga pelo Boca Juniors.

Revelado pelo Boca Juniors, passou pelo Real Madrid nas categorias de base do clube. Voltou ao Boca Juniors em 2008, como profissional, onde jogou por 1 ano e em 2009 foi vendido novamente a um clube espanhol, mas desta vez ao RCD Espanyol.
Forlín estreou profissionalmente pela equipe do Boca Juniors no jogo contra o Newell's Old Boys válido pela Primera División Argentina, vencido pelo Boca por 2-1 em 19 de Abril de 2008.

## Títulos
| Temporada     | Time         | Título                     |
| ------------- | ------------ | -------------------------- |
| Apertura 2008 | Boca Juniors | Primera División Argentina |
| Apertura 2016 | Querétaro    | Copa México                |